# Rozogi (Sorkwity)
Rozogi (deutsch Rosoggen) ist ein Dorf in der polnischen Woiwodschaft Ermland-Masuren. Es gehört zur Gmina Sorkwity (Landgemeinde Sorquitten) im Powiat Mrągowski (Kreis Sensburg).

## Geographische Lage
Rozogi liegt westlich des Pillacker Sees (polnisch Jezioro Piłakno) inmitten der Woiwodschaft Ermland-Masuren, 15 Kilometer südwestlich der Kreisstadt Mrągowo (deutsch Sensburg).

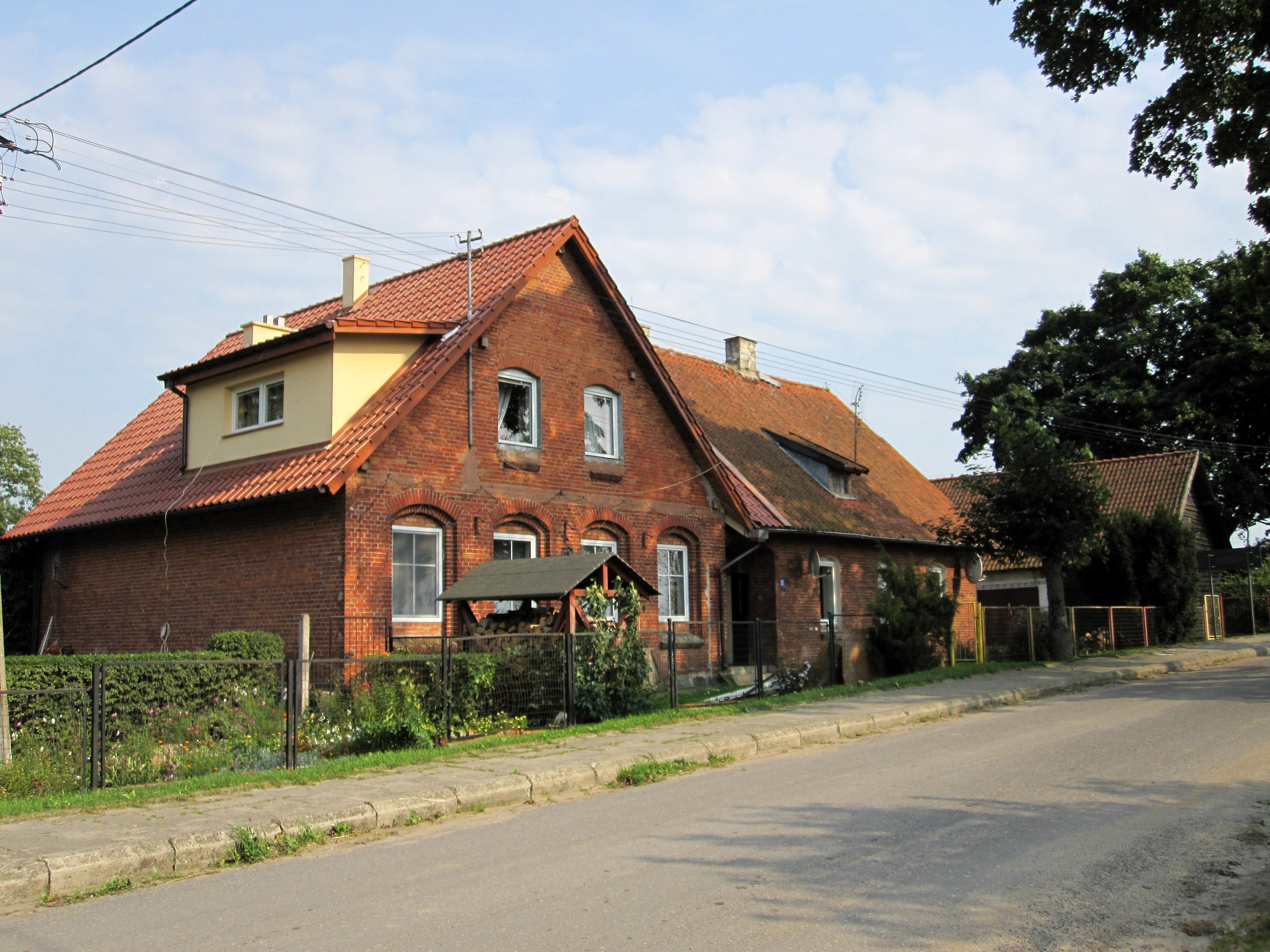
Wohnhaus in Rozogi aus der Zeit vor 1945

## Geschichte

### Ortsgeschichte
Der nach 1818 Roszoggen und 1839 Rossoggen genannte Ort wurde um 1388 gegründet und bestand bis 1928 aus einem Dorf und einem Gut. Im Jahre 1785 wurde Rosoggen als „ein adlig Gut und Dorf mit 22 Feuerstellen“ im Besitz von Rittmeister von Strählau erwähnt. Von 1874 bis 1945 war es in den Amtsbezirk Ribben (polnisch Rybno) im Kreis Sensburg im Regierungsbezirk Gumbinnen (ab 1905: Regierungsbezirk Allenstein) in der preußischen Provinz Ostpreußen eingegliedert.
Aufgrund der Bestimmungen des Versailler Vertrags stimmte die Bevölkerung im Abstimmungsgebiet Allenstein, zu dem Rosoggen gehörte, am 11. Juli 1920 über die weitere staatliche Zugehörigkeit zu Ostpreußen (und damit zu Deutschland) oder den Anschluss an Polen ab. In Rosoggen stimmten 260 Einwohner für den Verbleib bei Ostpreußen, auf Polen entfielen keine Stimmen.
Der Gutsbezirk Rosoggen wurde am 30. September 1928 in die Landgemeinde Rosoggen eingemeindet.
Als 1945 in Kriegsfolge das gesamte südliche Ostpreußen an Polen überstellt wurde, war auch Rosoggen davon betroffen. Es erhielt die polnische Namensform „Rozogi“. Heute ist es Sitz eines Schulzenamtes (polnisch Sołectwo) und als solches eine Ortschaft im Verbund der Landgemeinde Sorkwity (Sorquitten) im Powiat Mrągowski (Kreis Sensburg), bis 1998 der Woiwodschaft Olsztyn, seither der Woiwodschaft Ermland-Masuren zugehörig.

### Einwohnerzahlen

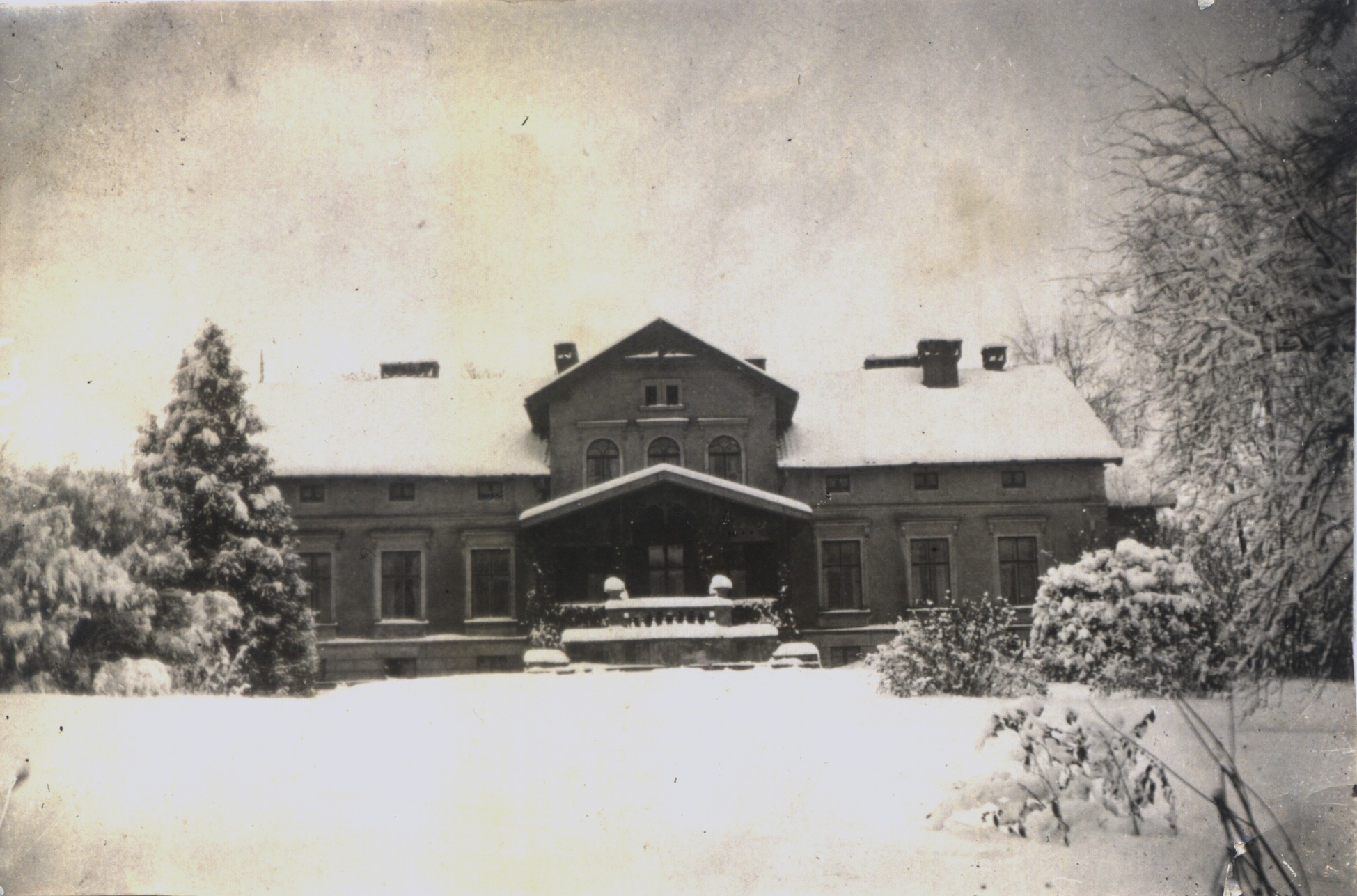
Das Gutshaus Rosoggen im Winter 1929

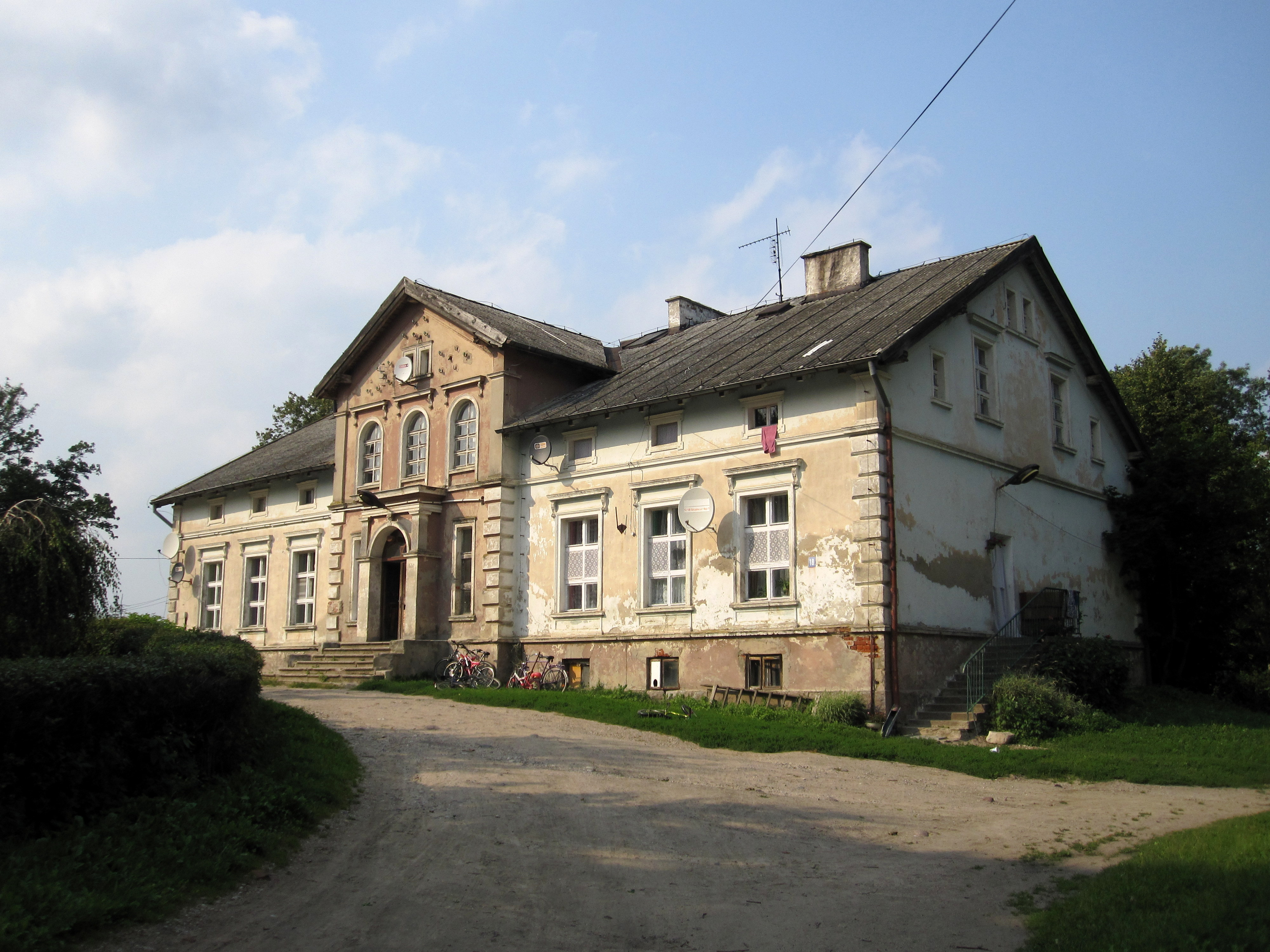
Das ehemalige Gutshaus Rosoggen im Jahre 2012

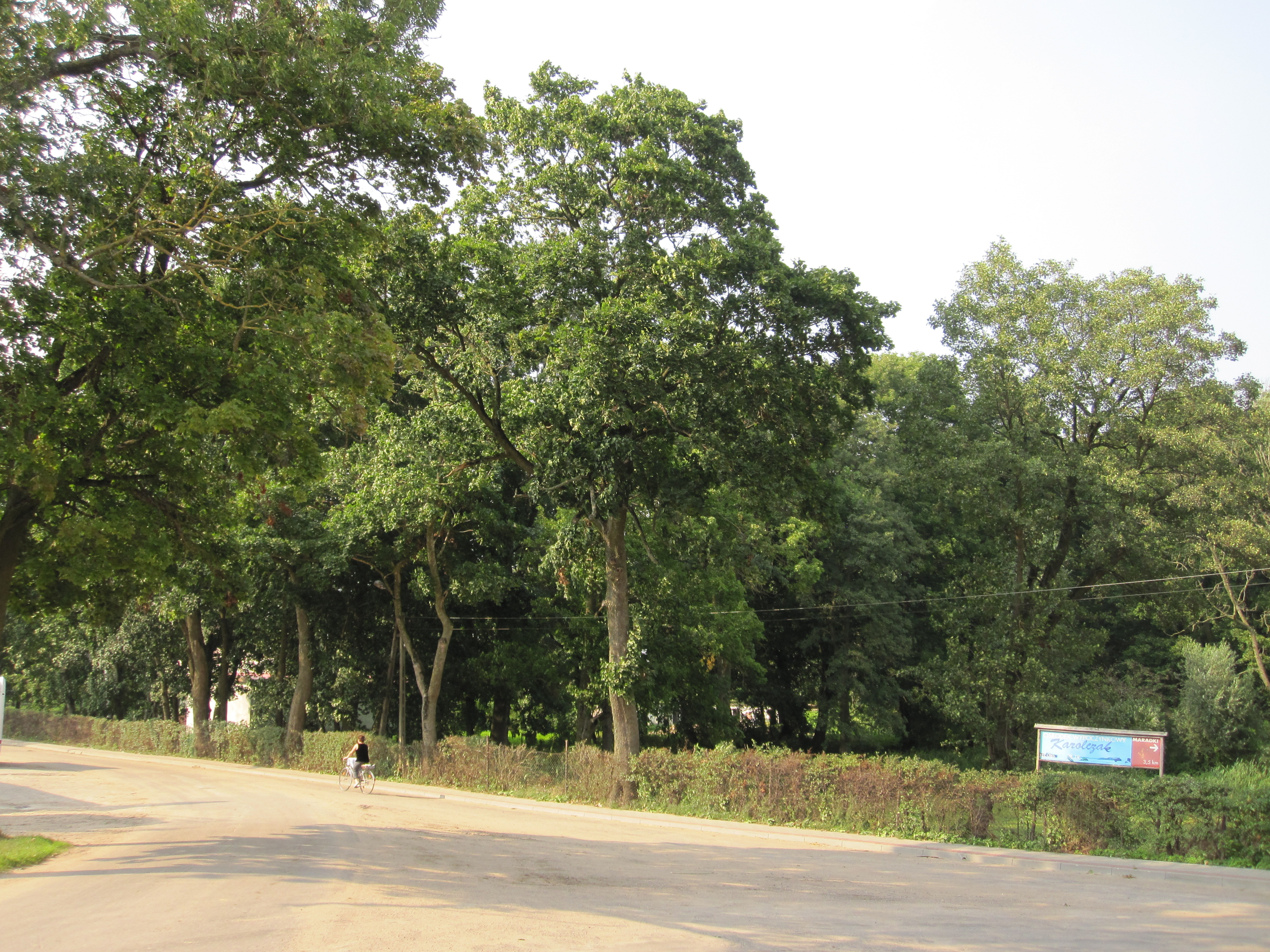
Der ehemalige Gutspark im Jahre 2012

| Jahr | Anzahl |
| ---- | ------ |
| 1839 | 212    |
| 1871 | 242    |
| 1885 | 281    |
| 1898 | 292    |
| 1905 | 271    |
| 1910 | 345    |
| 1933 | 328    |
| 1939 | 308    |
| 2011 | 216    |

## Gut Rosoggen
Das Gut in Rosoggen war im 19. und 20. Jahrhundert im Besitz derer Rogalla von Bieberstein. 1842 wurde es von Alexander Rogalla von Bieberstein und seiner Frau Nanny geborene von Mirbach aus Sorquitten (polnisch Sorkwity) gekauft.
Das Gutshaus ließen kurz nach 1877 Walter Rogalla von Bieberstein und seine Frau Olga geborene Schilke aus Tautschken (Tuczki) in neoklassizistischem Stil errichten. Dieses sowie die Wirtschaftsgebäude befinden sich in einem guten baulichen Zustand.
Auf einer Anhöhe hinter dem Gutshaus befindet sich feldeinwärts der alte Gutsfriedhof. Vom alten Baumbestand des Gutsparks finden sich nur noch Reste.
Die Anlage war 2001 im Eigentum der Agencja Własności Rolnej Skarbu Państwa (AWRSP – Staatliche Agentur für Landwirtschaftliche Immobilien).

## Kirche
Bis 1945 war Rosoggen in die evangelische Kirche Ribben in der Kirchenprovinz Ostpreußen der Kirche der Altpreußischen Union sowie in die katholische Kirche Kobulten im damaligen Bistum Ermland eingepfarrt. Heute gehört Rozogi kirchlicherseits ganz zu Rybno: zur dortigen evangelischen Kirchengemeinde, jetzt in der Diözese Masuren der Evangelisch-Augsburgischen Kirche in Polen gelegen, und zur katholischen Pfarrei, die jetzt zum Erzbistum Ermland gehört.

## Verkehr
Rozogi liegt zwischen der polnischen Landesstraße 16 (einstige deutsche Reichsstraße 127) und der Woiwodschaftsstraße 600 und ist von Sorkwity (Sorquitten) bzw. Borki Wielkie (Groß Borken) und Rybno (Ribben) aus zu erreichen. Eine Bahnanbindung besteht nicht.

## Persönlichkeiten

### Aus dem Ort gebürtig
- Walter Rogalla von Bieberstein (* 20. Dezember 1851 auf Gut Rosoggen), deutscher Gutsbesitzer und preußischer Politiker († 1914)